# Klärwerksableiter

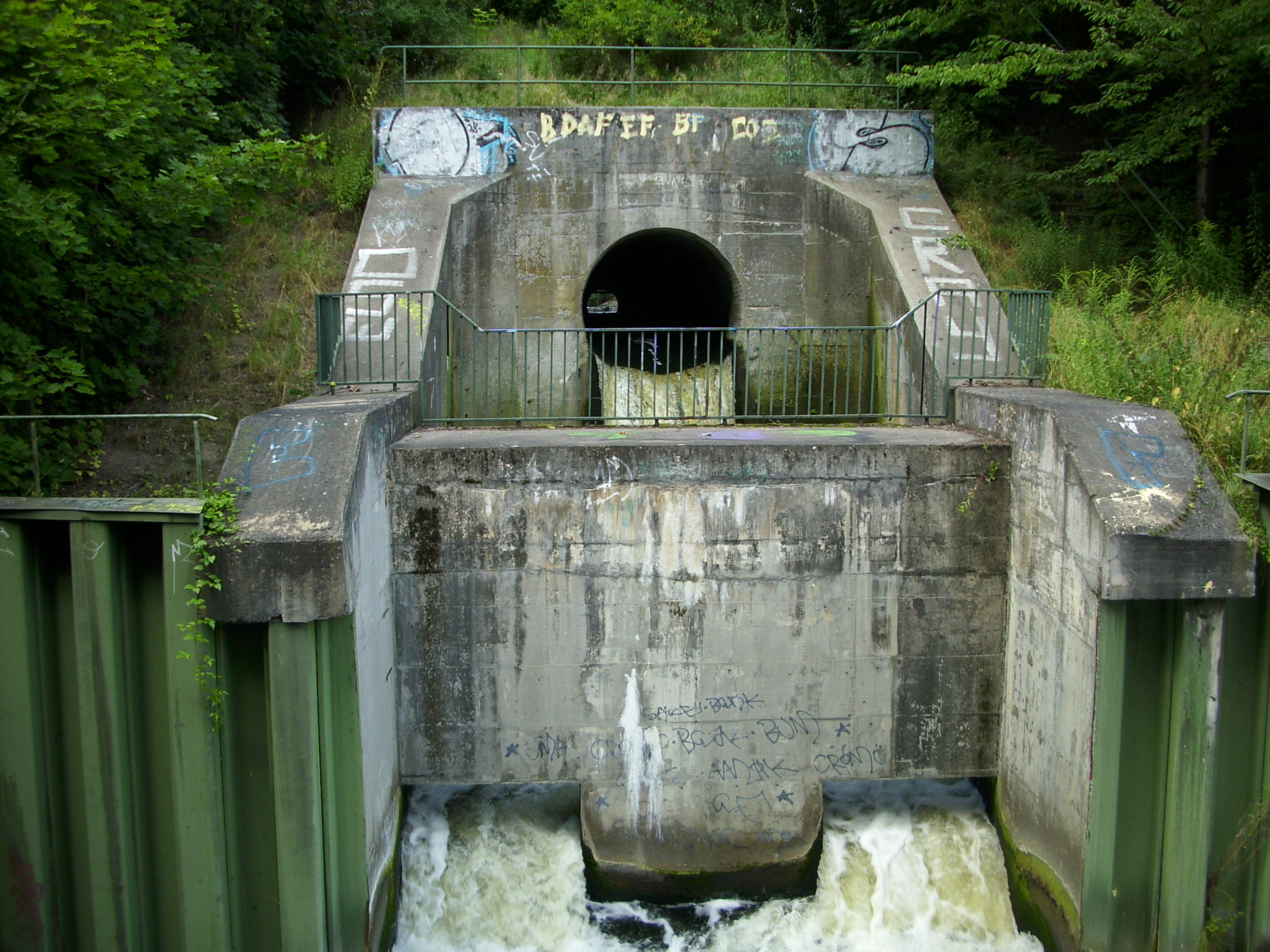
Auslauf des geklärten Wassers aus dem Klärwerk Schönerlinde in den Nordgraben

Klärwerksableiter sind meist künstlich angelegte Wasserläufe, die zur Ableitung des geklärten Wassers von Klärwerken dienen. Das gereinigte Wasser wird so in den natürlichen Wasserkreislauf zurückgeführt.

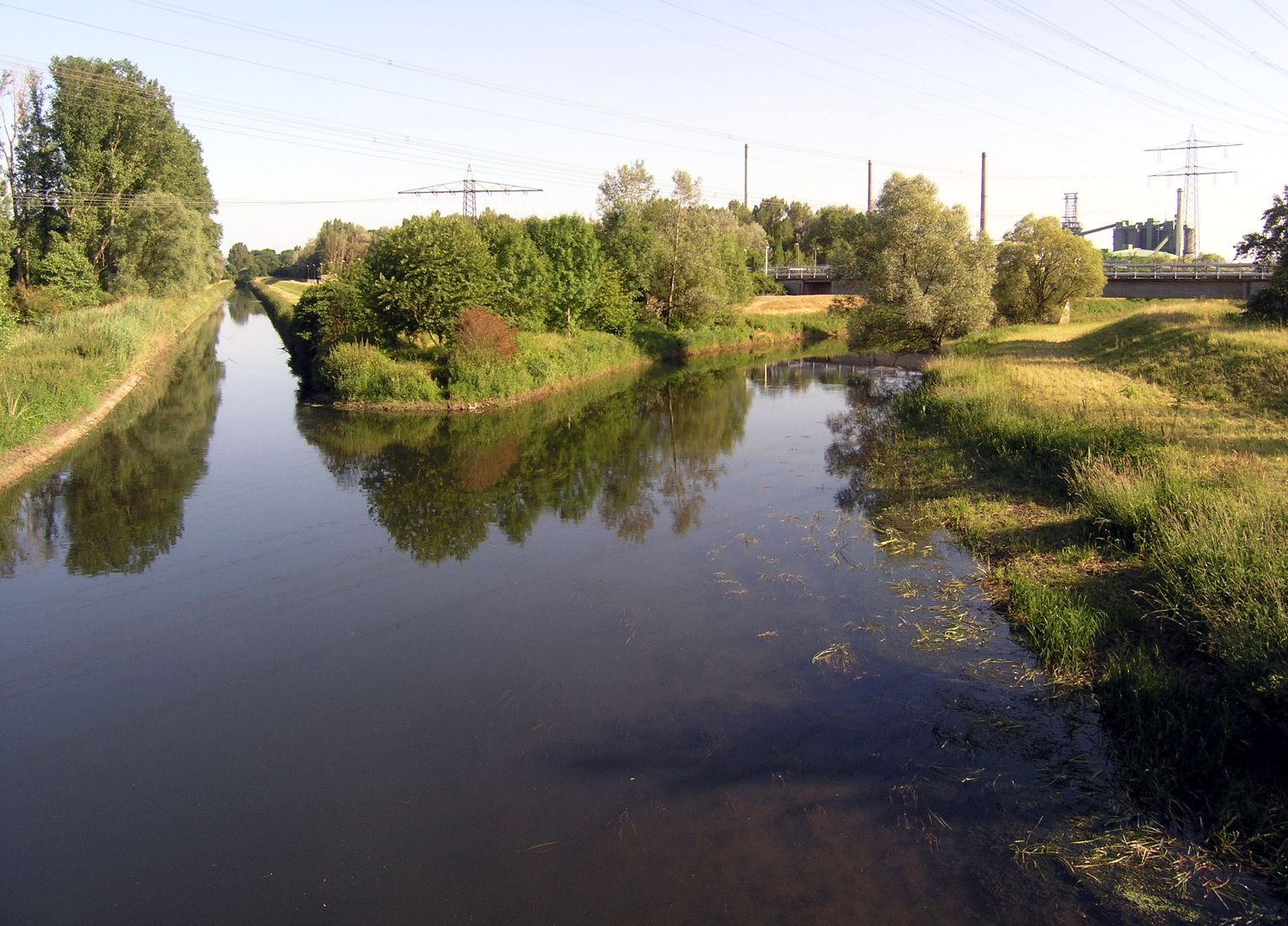
Der Hauptsammelkanal von Karlsruhe mündet in die Alb

Werden die Ableiter gut in die Natur integriert, können sich viele Pflanzen- und  Tierarten an ihnen ansiedeln.